# Liste der Bodendenkmale in Strausberg
In der Liste der Bodendenkmale in Strausberg sind alle Bodendenkmale der brandenburgischen Stadt Strausberg und ihrer Ortsteile aufgelistet. Grundlage ist die Veröffentlichung der Landesdenkmalliste mit dem Stand vom 31. Dezember 2020.
Die Baudenkmale sind in der Liste der Baudenkmale in Strausberg aufgeführt.

## Bodendenkmale
| Gemarkung                        | Flur       | Kurzansprache | Bodendenkmalnummer | Bemerkung                                           | Bild |
| -------------------------------- | ---------- | --- | ------------------ | --------------------------------------------------- | ---- |
| Strausberg (Lage)                | 13         | Gräberfeld Bronzezeit | 60815              |                                                     |      |
| Strausberg (Lage)                | 2, 3, 16   | Wüstung deutsches Mittelalter, Friedhof deutsches Mittelalter, Gräberfeld Bronzezeit | 60817              |                                                     |      |
| Strausberg (Lage)                | 3          | Gräberfeld Bronzezeit | 60818              |                                                     |      |
| Strausberg (Lage)                | 13         | Gräberfeld Bronzezeit | 60819              |                                                     |      |
| Strausberg (Lage)                | 17         | Siedlung Bronzezeit, Siedlung Neuzeit, Siedlung slawisches Mittelalter | 60820              |                                                     |      |
| Hennickendorf, Strausberg (Lage) | 13, 10     | Siedlung Steinzeit | 60821              |                                                     |      |
| Strausberg (Lage)                | 10         | Siedlung Urgeschichte | 60822              |                                                     |      |
| Strausberg (Lage)                | 15,16      | Siedlung Bronzezeit | 60823              |                                                     |      |
| Strausberg (Lage)                | 3, 21      | Siedlung Bronzezeit | 60824              |                                                     |      |
| Strausberg (Lage)                | 2, 3       | Siedlung Eisenzeit | 60825              |                                                     |      |
| Strausberg (Lage)                | 21, 3      | Siedlung Bronzezeit | 60826              |                                                     |      |
| Strausberg (Lage)                | 2          | Gräberfeld Bronzezeit | 60827              |                                                     |      |
| Strausberg (Lage)                | 7          | Wüstung deutsches Mittelalter, Friedhof deutsches Mittelalter | 60828              |                                                     |      |
| Strausberg (Lage)                | 3          | Siedlung römische Kaiserzeit, Siedlung Eisenzeit | 60829              |                                                     |      |
| Strausberg (Lage)                | 12, 16, 18 | Friedhof Neuzeit, Hospital deutsches Mittelalter, Friedhof deutsches Mittelalter, Altstadt deutsches Mittelalter, Gräberfeld Bronzezeit, Hospital Neuzeit, Siedlung Bronzezeit, Altstadt Neuzeit | 60921              |                                                     |      |
| Strausberg, Wesendahl (Lage)     | 17, 19, 3  | Mühle Neuzeit | 60871              | siehe auch Liste der Bodendenkmale in Altlandsberg  |      |
| Garzau, Hohenstein (Lage)        | 1, 4       | Wüstung Neuzeit | 60868              | siehe auch Liste der Bodendenkmale in Garzau-Garzin |      |
| Garzin, Hohenstein (Lage)        | 2, 3       | Siedlung römische Kaiserzeit, Siedlung Bronzezeit | 60675              | siehe auch Liste der Bodendenkmale in Garzau-Garzin |      |
| Hohenstein (Lage)                | 2, 6       | Siedlung Eisenzeit | 60049              |                                                     |      |
| Hohenstein (Lage)                | 6          | Siedlung Bronzezeit | 60731              |                                                     |      |
| Hohenstein (Lage)                | 3          | Siedlung Bronzezeit, Siedlung slawisches Mittelalter | 60732              |                                                     |      |
| Hohenstein (Lage)                | 2, 6       | Dorfkern deutsches Mittelalter, Dorfkern Neuzeit | 60733              |                                                     |      |
| Hohenstein (Lage)                | 1          | Siedlung Ur- und Frühgeschichte | 60842              |                                                     |      |
| Hohenstein (Lage)                | 1          | Siedlung Eisenzeit | 60866              |                                                     |      |
| Hohenstein (Lage)                | 1, 3, 4    | Siedlung Urgeschichte | 60867              |                                                     |      |
| Garzin, Ruhlsdorf (Lage)         | 2, 3       | Siedlung Neolithikum | 60674              | siehe auch Liste der Bodendenkmale in Garzau-Garzin |      |
| Ruhlsdorf (Lage)                 | 3, 4       | Dorfkern Neuzeit, Dorfkern deutsches Mittelalter | 60247              |                                                     |      |
| Ruhlsdorf (Lage)                 | 3          | Siedlung slawisches Mittelalter | 60814              |                                                     |      |
| Ruhlsdorf (Lage)                 | 1          | Militärische Anlage Neuzeit | 60931              |                                                     |      |